# Raid d'Entebbe
Ne doit pas être confondu avec Bataille d'Entebbe.
Le raid d'Entebbe, aussi connu sous le nom opération Entebbe ou opération Thunderbolt, s'est déroulé dans la nuit du 3 au 4 juillet 1976, à l'aéroport international d'Entebbe en Ouganda. Organisé par Israël, il a pour objectif de libérer les otages d'un avion détourné par un commando composé de membres du Front populaire de libération de la Palestine et des Cellules révolutionnaires. Réussissant à libérer la quasi-totalité des otages encore retenus, le raid est considéré comme une réussite militaire israélienne.
Le raid a été appelé opération Tonnerre par les forces militaires israéliennes l'ayant planifié et exécuté. Il a été nommé rétroactivement opération Jonathan après la mort du colonel Yonatan Netanyahou, « Jonathan », le seul soldat israélien tué au cours du raid, frère aîné du futur Premier ministre israélien Benyamin Netanyahou.
Salué par la population israélienne, il fut en revanche ressenti comme un camouflet par l'Ouganda et son président, Idi Amin Dada, qui voulait profiter de la prise d'otages pour regagner la confiance de la communauté internationale.

## Détournement et prise d'otages

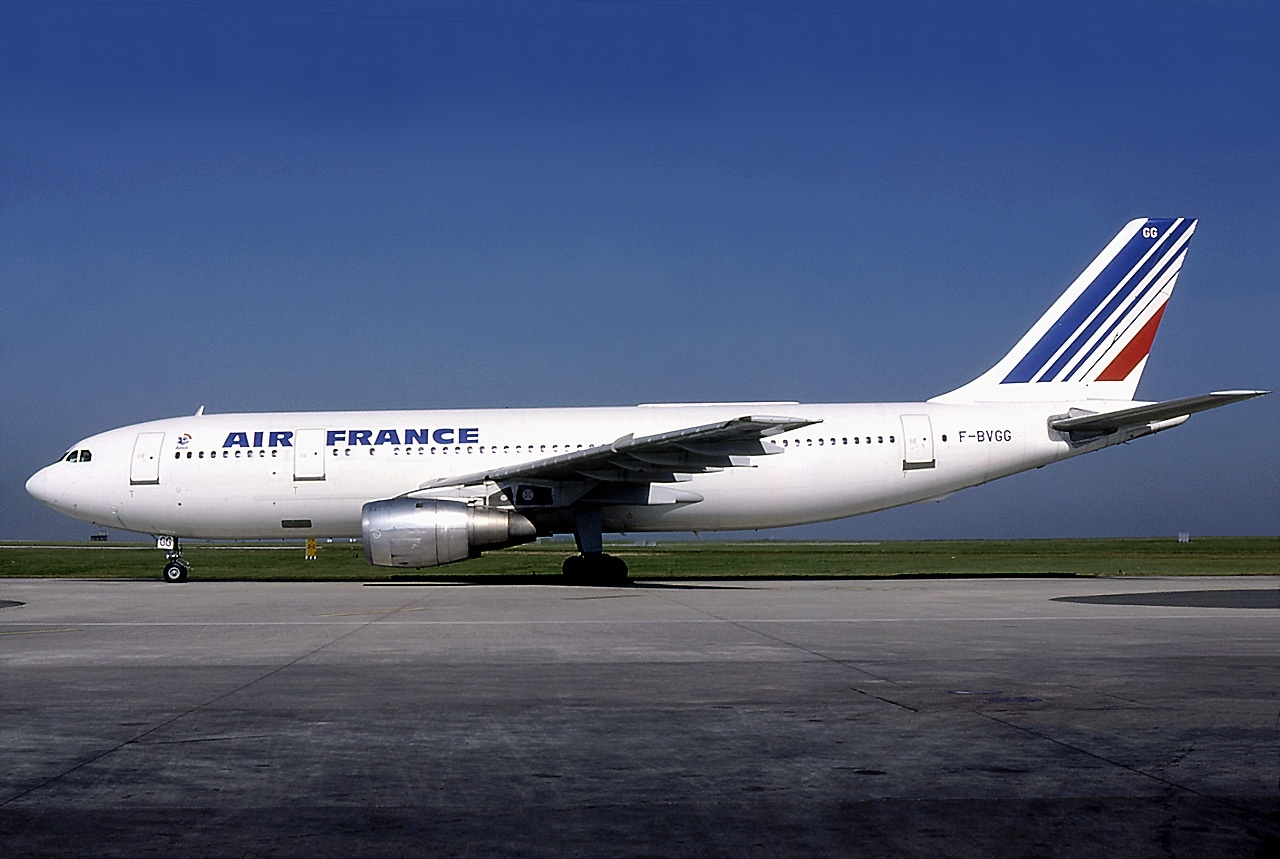
F-BVGG, l'Airbus A300 d'Air France impliqué, ici à l'aéroport de Paris-Charles-de-Gaulle en septembre 1980.

Le 27 juin 1976, le vol Air France 139, un Airbus A300B4-203, immatriculé F-BVGG, venant de Tel Aviv en Israël et transportant 246 passagers (dont une majorité d'Israéliens) et douze membres d'équipage, décolle d'Athènes en Grèce, après y avoir fait escale, pour rejoindre Paris.
Peu après le décollage à 12 h 30, le vol est détourné par quatre terroristes. Les preneurs d'otages sont deux membres du Front populaire de libération de la Palestine-Opérations extérieures (FPLP-OE) (Fayez Abdul-Rahim Jaber voyageant avec un passeport koweitien, et Jayel Naji al-Arjam avec un passeport bahreïni) et deux Allemands (Wilfried Böse, voyageant avec un passeport équatorien, bras droit du terroriste Carlos, et Brigitte Kuhlmann avec un passeport péruvien) membres des Revolutionäre Zellen (Cellules révolutionnaires) d'extrême gauche radicale, proches de la « bande à Baader » dite des Fractions Armée rouge,. C'est le premier détournement d'avion de la compagnie Air France.
À l'époque, les contrôles de sécurité aux aéroports sont laxistes et les détournements d'avion assez fréquents. Brendan I. Koerner, auteur du livre de 2013 (en)The Skies Belong To Us (en), appelle 1968-1972 « l'âge d'or du détournement d'avion » (skyjacking) et estime que pendant cette période, ils se sont produits jusqu'à une fois par semaine.
Des cris viennent de la cabine de cockpit de l'Airbus où Jacques Le Moine, l'ingénieur en chef, se retrouve face à face avec Wilfried Böse, armé d'un revolver et d'une grenade à main,. Ce dernier en expulse le copilote et, saisissant le microphone, annonce avec un accent germanique que l'avion est détourné et qu'il s'appellerait désormais « Haïfa 1 »,. Les terroristes prennent ainsi le commandement de l'avion et le détournent vers Benghazi en Libye - pays alors dirigé par le dictateur antisioniste Mouammar Kadhafi,,. Suivant les ordres de Böse qui pointe le canon de son arme contre son cou, le commandant Bacos pilote l'avion, avec la consigne de ne pas casser le train d'atterrissage car il faudrait pouvoir repartir,.
Les pirates de l'air commencent à récupérer les passeports des passagers et d'autres de leurs documents personnels.
Après plusieurs heures de vol, l'avion se pose à l'aéroport international de Benina à Benghazi où il reste sept heures pour se réapprovisionner en carburant. Une femme otage (Patricia Heiman Martel, ressortissante britannico-israélienne, infirmière, nouvelle émigrée en Israël, qui venait de se marier) fait croire à l'imminence d'une fausse couche et est relâchée,.

### À Entebbe
L'avion redécolle à 21 h 40, alors que le commandant Bacos ignore où il va le faire atterrir, pour se poser le 28 juin à 3 h 15 à l'aéroport international d'Entebbe en Ouganda - pays récemment décolonisé (1962) et instable. Idi Amin Dada ayant pris le pouvoir lors d'un coup d'État militaire (1971) pour y établir un régime militaire brutal, le président et dictateur du pays n'est averti (de manière indirecte par l'ambassadeur de France Pierre-Henri Renard) de l'arrivée de l'appareil qu'au moment où l'avion survole déjà Entebbe. L'Ouganda accepte alors de recevoir l'appareil, officiellement « pour raisons humanitaires ». Les passagers réalisent qu'ils sont en Ouganda quand on les autorise à relever les volets de leurs hublots à travers lesquels ils voient sur le tarmac Amin Dada en tenue militaire de camouflage, entouré de ses hommes,. Dans un premier temps, les passagers pensent qu'il est un ami d'Israël et qu'ils vont pouvoir rebrousser chemin rapidement.
À Entebbe, les quatre preneurs d'otages sont rejoints par trois autres pirates déjà sur place. Le commando semble dirigé par les membres du FPLP, les deux Allemands n'étant apparemment là que pour détourner l'avion et servir ensuite de surveillants. Amin Dada, venu en personne observer la situation, dit s'être vu refuser l'accès à l'avion par le commando mais il convainc les preneurs d'otages de quitter leur appareil pour s'installer dans un local de l'aéroport. Les otages sont alors évacués dans le hall de transit du vieux terminal de l'aéroport international d'Entebbe, vaste hangar désaffecté, escortés par les militaires ougandais. Amin Dada leur fournit vivres, eau et matériel pour s'installer correctement dans le terminal, toujours surveillés par des hommes armés ; il affirme plus tard dans la journée à l'ambassadeur de France qu'il a tenté de neutraliser les terroristes mais que sa manœuvre a échoué. La BBC indique pour sa part qu'il a plutôt prononcé « un discours de soutien au FPLP et a fourni aux pirates de l'air des troupes et des armes supplémentaires ».
Le 29 juin, le commando palestino-germanique fait alors son premier communiqué officiel : il demande la libération de 53 prisonniers pro-palestiniens, détenus pour la plupart dans les prisons israéliennes, mais également au Kenya, en France, en Suisse, en RFA ou en Turquie. Dès ce jour, les preneurs d'otages réclament également 5 millions de dollars de l'époque, sous peine de commencer à exécuter les otages à partir du 1er juillet,.
Le 30 juin, 47 passagers, notamment des femmes, enfants et personnes âgées, sont libérés par leurs ravisseurs, qui fixent l'ultimatum du 1er juillet : leurs demandes doivent être satisfaites avant 15 h, sinon ils feront sauter l'avion et les otages restants. Michel Bacos, commandant de bord et l’équipage d’Air France, qu'il convainc, refusent d’être libérés en même temps car leur devoir est de rester avec les passagers,. Le délai semblant trop court, l'ultimatum est repoussé dès le lendemain au 4 juillet à 11 h.
Les otages sont alors triés et séparés selon leur passeport ou leur religion, : les Israéliens et les Juifs « sélectionnés » sont emmenés dans une autre pièce plus petite et sordide (appelée « la pièce israélienne ») et menacés de mort au cas où Israël n'accéderait pas aux demandes des terroristes,,. Parmi eux, des rescapés de la Shoah avec des numéros tatoués sur leur bras s'effraient quand ils sont « sélectionnés » comme à Auschwitz par deux Allemands qui refusent d'être qualifiés de « nazis », se revendiquant « antisionistes »,. Brigitte Kuhlmann s'oppose à la libération de quatre passagers juifs, belges et sud-américains (donc non-israéliens), après les avoir vus vêtus de châles de prière juifs (talith) lors de la prière du matin,. Une seconde vague d'une centaine de passagers non-juifs est ainsi libérée : seul reste l'équipage français qui a à nouveau refusé de partir sans tous les passagers de l'avion, soit les porteurs de passeports israéliens ou ayant la double nationalité, mais également les passagers juifs, soit en tout 106 personnes.
Les otages non juifs libérés sont rapatriés sur un vol Air France vers Paris et Londres,.
Durant les cinq jours où ils sont retenus en otages dans la vieille aérogare d'Entebbe, dont on leur a dit qu'elle est « bourrée de dynamite », et particulièrement dans « la pièce israélienne » où leurs conditions de captivité se détériorent, surveillés par des Ougandais et des terroristes en arme, les adultes angoissés ou fatalistes tentent de distraire les enfants avec des bouchons de bouteilles et des cartouches de cigarettes transformés en jouets ; d'autres donnent des conférences ; ils travaillent également par quarts, nettoyant ou partageant la nourriture devenue des restes (viande, riz, pommes de terre, bananes) pour la faire durer, assemblant une bibliothèque d'ouvrages qu'ils pensaient lire pendant le vol,. Certains d'entre eux tombent malades. Les captifs n'ont ni vêtements pour se changer ni eau pour se laver et dorment sur des bancs ou sur des matelas posés sur le sol en béton, le sommeil gâché par la chaleur, les lumières allumées toute la nuit, entourés de moustiques et de mouches,. Les otages reçoivent quotidiennement la visite du dictateur Amin Dada et de son entourage, qui s'adresse à eux dans de longs monologues commençant par un « Shalom ! », se faisant passer tantôt pour leur protecteur « aimant », tantôt pour un médiateur, en ne laissant jamais parler les otages,.

## Négociations

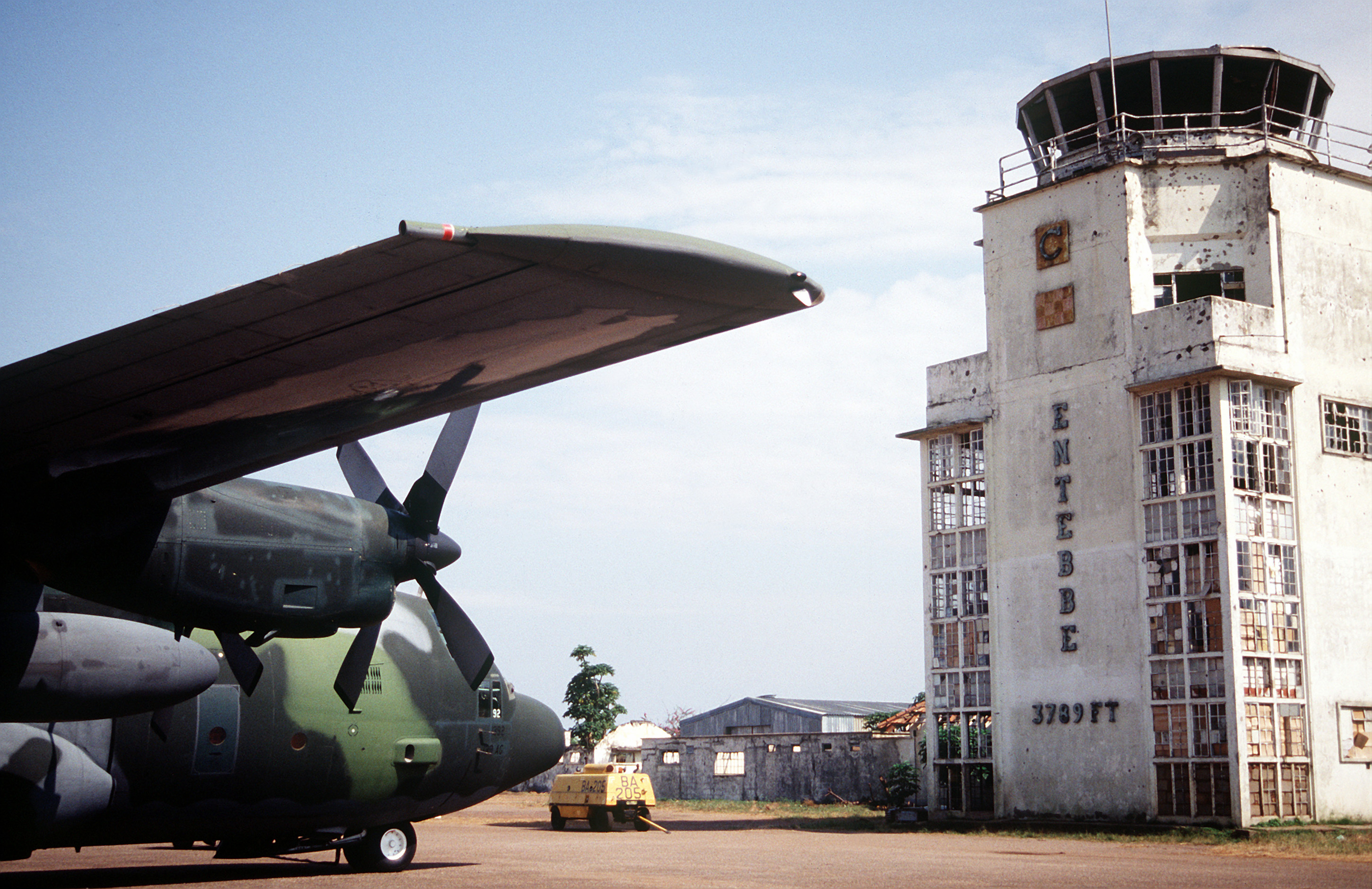
La tour de contrôle en 1994. Les dégâts dus à l'assaut sont encore visibles.

Le gouvernement d'Israël, refusant d'abord de discuter avec les ravisseurs, semble alors se laisser fléchir après les deux séries de libérations et des pressions exercées par les familles des passagers toujours retenus en otage. Le jeudi matin — date limite pour que les demandes des ravisseurs fussent satisfaites — Pierre-Henri Renard, l'ambassadeur de France, était arrivé devant l'aérogare en criant : « Israël accepte la négociation ! » ; les otages avaient applaudi debout, manifestant leur soulagement et leur joie. Pour la première fois de son histoire, Israël s'inclinerait devant le chantage terroriste. Les preneurs d'otages octroient ainsi 72 heures supplémentaires aux responsables israéliens, ce qui permet à ces derniers d'envisager une alternative à la cession.

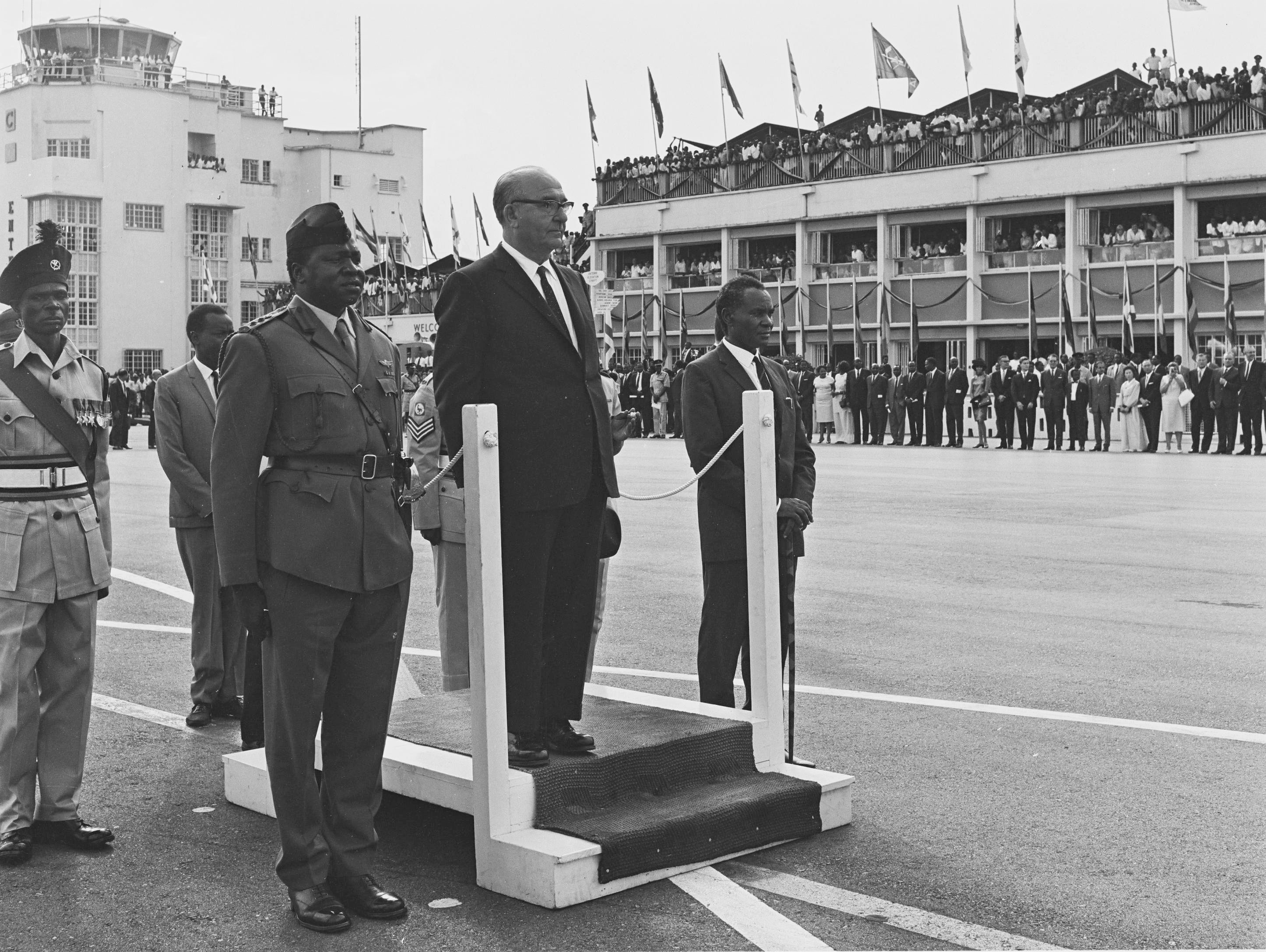
Levi Eshkol avec Idi Amin Dada et John Babiha, à son arrivée en visite officielle à l'aéroport d'Entebbe, lors des relations amicales entre les deux pays (12 juin 1966)

Le commando nomme comme porte-parole l'ambassadeur de Somalie en Ouganda, Hasni Abdullah Farah, « doyen des ambassadeurs arabes ». En face, les gouvernements concernés par les revendications terroristes sont représentés par l'ambassadeur de France. Idi Amin Dada joue le rôle de médiateur lors de cette table ronde ; ses bonnes relations avec l'Organisation de libération de la Palestine (OLP) et ses membres qui s'entraînent en Ouganda permettent un dialogue non hostile avec les membres du FPLP. Cet avantage ne compense toutefois pas la méfiance d'Israël envers Amin Dada, qui, après avoir tissé des liens diplomatiques avec l'État hébreu à son arrivée au pouvoir, les a reniés un an après, en multipliant notamment les déclarations antisémites,. En 1972, il expulse également de son pays tous les Israéliens, dont ceux qui avaient entraîné son armée, et persécute fortement la petite communauté d'Abayudaya d'Ouganda, qui pratique le judaïsme,.
Tsahal avait en effet donné auparavant une formation militaire à Amin Dada et à ses troupes pour l'aider dans sa lutte contre les rebelles nord-soudanais et lui avait même offert la médaille des ailes de l'armée de l'air israélienne affichée sur sa poitrine,. Les officiers qui l'avaient formé sont convoqués par les responsables israéliens pour transmettre ce qu'ils savent. L'un d'eux négocie au téléphone avec le dictateur une résolution pacifique de la crise qui pourrait lui offrir, prétend-il, le prix Nobel de la paix,.
Le 1er juillet, Israël propose une première libération de prisonniers pro-palestiniens, tout en souhaitant mettre les négociations sous l'égide des Nations unies. Les deux propositions sont refusées par le commando. Le 3 juillet, Israël affirme avoir commencé la libération des prisonniers, mais souhaite que l'aéroport où l'échange se ferait soit en territoire français ; la proposition est à nouveau refusée.
De leur côté, les terroristes peinent à se mettre d'accord sur ce que Hasni Abdullah Farah, leur négociateur, doit demander, ce que ce dernier ne manque pas d'évoquer lors des échanges avec les autres parties. Les ravisseurs restent toutefois résolus à tout, les Allemands du commando allant jusqu'à menacer de faire exploser l'aéroport entier. À l'issue de l'opération, il apparaît que les preneurs d'otages n'avaient en fait pas d'explosifs (sauf des grenades), contrairement à leurs déclarations,.

## Opération militaire

### Préparation de l'opération
Tout en participant à ces négociations, l'État israélien prépare en secret une opération militaire destinée à libérer les otages restants. Le Premier ministre de l'époque, Yitzhak Rabin, tient des réunions avec un comité de parents d'otages pendant toute la crise.

Des renseignements sont collectés auprès de l'agence du Mossad qui a interrogé à Paris les 47 premiers otages libérés puis les suivants,. Des membres de l'unité de Renseignement 8200 écoutent les communications et les conversations, en arabe, en français, en swahili et en allemand, et des informations sont envoyées en Israël depuis Paris par la valise diplomatique transportée par les avions d'El Al. Les plans de la vieille aérogare ougandaise fournis par l'ancien ingénieur israélien des travaux sont minutieusement examinés,. Un avion loué au Kenya survole Entebbe, photographie le terminal et les clichés sont aussitôt envoyés en Israël,. Interrogée, l'ex-otage Patricia Heiman Martel transmet les informations qu'elle possède. Les interrogations et les doutes des responsables israéliens qui débattent jour et nuit sont nombreux,. Le directeur du Mossad présente ainsi des éléments servant à la future opération israélienne misant sur l'organisation et la surprise, à Yitzhak Rabin, le Premier ministre, qui approuve le projet de l'équipe Sayeret Matkal, : 
« Je soutiens cette opération. Je m’y résous sans enthousiasme. Au contraire, je mesure les dangers, le risque de pertes en vies humaines ». 
En outre, le terminal désaffecté dans lequel sont établis les preneurs d'otages et leurs victimes est l'œuvre d'une société israélienne, Solel Boneh, qui fournit les plans à Tsahal,. Le 2 juillet, les forces spéciales israéliennes s'entraînent au sauvetage des passagers du vol français - une réplique partielle du vieux terminal ougandais a été construite à cet effet durant la préparation de l'opération,. Grâce aux informations recueillies, l'État hébreu tente une opération de nuit qui implique un voyage de 4 000 kilomètres (2 500 miles) pour ses forces,.
Le lendemain, le cabinet israélien approuve définitivement le sauvetage par une force d'assaut à envoyer sur place, le jour même.

### Déroulement de l'opération
L'opération est déclenchée le 3 juillet 1976, en fin d'après-midi, soit six jours après la prise d'otages. Quatre avions de transport Hercules C-130 de l'armée de l'air israélienne décollent de la base de Charm el-Cheikh, alors sous contrôle israélien. À bord du premier, se trouvent 35 commandos de l'unité d'élite Sayeret Matkal dont leur chef, Yonatan Netanyahou, qui doivent prendre d'assaut le vieux terminal ougandais et libérer les otages. Deux autres commandants sont l'officier Yékoutiel (Kuti) Adam et Shaül Mofaz. De plus, les appareils transportent aussi une centaine de parachutistes et de fantassins de la brigade Golani et quatre blindés légers BTR-40 qui doivent bloquer toute réaction de l'armée ougandaise et assurer la sécurité des cargos Hercules au sol. Un avion est chargé d'équipements médicaux (hôpital de campagne) et un autre héberge le poste de commandement de l’opération,. Ils sont escortés par des chasseurs à réaction Phantom.
Volant à très basse altitude pour éviter d'être repérés par les radars, les appareils suivent la trajectoire d'un vol d'El-Al reliant Tel Aviv et Nairobi ; arrivés au lac Victoria, l'appareil transportant le commando israélien prend de l'avance pour se poser plus discrètement. L'aéroport de Nairobi est utilisé comme base de retrait et comme infirmerie pour les éventuels blessés,.
Après huit heures de vol, l'appareil de Netanyahou atterrit à 23 h dans l'obscurité totale à l'aéroport d'Entebbe, sans être repéré par le contrôle aérien ougandais,. Il débarque trois véhicules : deux Land Rover et une Mercedes noire, ressemblant aux voitures utilisées habituellement par les officiels ougandais.
Sur la route d'accès au terminal, deux soldats ougandais tentent d'arrêter ce convoi et les premiers coups de feu sont tirés. Les Israéliens continuent jusqu'au pied de la tour de contrôle adjacente au terminal où ils débarquent de leurs véhicules et donnent l'assaut au terminal. C'est dans les derniers mètres avant d'entrer dans le bâtiment que le commandant de l'unité, Yonatan Netanyahou, après avoir ouvert le feu sur un garde ougandais qui avait levé son arme en remarquant les véhicules suspects, est abattu, apparemment par un preneur d'otages tirant de l'intérieur du terminal, et meurt dans les bras du Dr Ephraim Sneh (en), commandant de l'unité médicale, qui tentait de le sauver,.
Les autres commandos de Sayeret Matkal investissent le terminal par plusieurs entrées. Dans le hall principal où se trouvent les otages, ils abattent les quatre preneurs d'otages présents et, par erreur, deux otages qui se lèvent malgré les ordres, en hébreu et en anglais, de rester couchés donnés au porte-voix,. Une troisième passagère est aussi tuée, mais par les armes des terroristes. Au cours de l’assaut, le commandant de bord Bacos crie à ses passagers en français : « Couchez vous, ce sont les Israéliens qui attaquent… ! » Plus tard, un journaliste lui posera la question de savoir comment il avait pu deviner que c’étaient des soldats israéliens et Michel Bacos de répondre : « Mais qui d’autre auriez-vous voulu que cela fût ? ». L'un des commandos israéliens s'adresse également aux otages : « Écoutez les gars, nous sommes venus vous ramener à la maison ».
Trois minutes après l'atterrissage du premier avion, les otages du terminal sont en sécurité. De son côté, un autre groupe de l'unité d'élite israélienne attaque la salle d'attente VIP et y abat les trois derniers preneurs d'otages qui s'y trouvaient. Lors de l'investissement du reste du terminal, plusieurs soldats ougandais sont également tués par les Israéliens.
Les avions C-130 suivants se posent à leur tour, débarquant troupes et véhicules qui bloquent la route venant de la ville d'Entebbe et la base aérienne adjacente où huit MiG ougandais stationnés seront mis hors de combat. Les alentours du terminal sont alors sécurisés, à l'exception de tirs sporadiques provenant de la tour de contrôle ougandaise. De son côté, le nouveau terminal est sécurisé par des parachutistes — l'un d'entre eux est blessé au cou par un policier ougandais et restera paralysé.
Après six jours d'attente, les otages et l'équipage aérien sont rapidement rassemblés et embarqués dans les avions israéliens, sans avoir pu être exactement comptés. Les trois premiers C-130 se rassemblent devant le nouveau terminal pour être ravitaillés en carburant mais peu après, ils sont prévenus que le Kenya les a autorisés à se ravitailler à Nairobi. Les forces israéliennes embarquent dans les avions dont le dernier décolle à minuit quarante, une heure quarante après le premier atterrissage.

### Assassinat de Dora Bloch

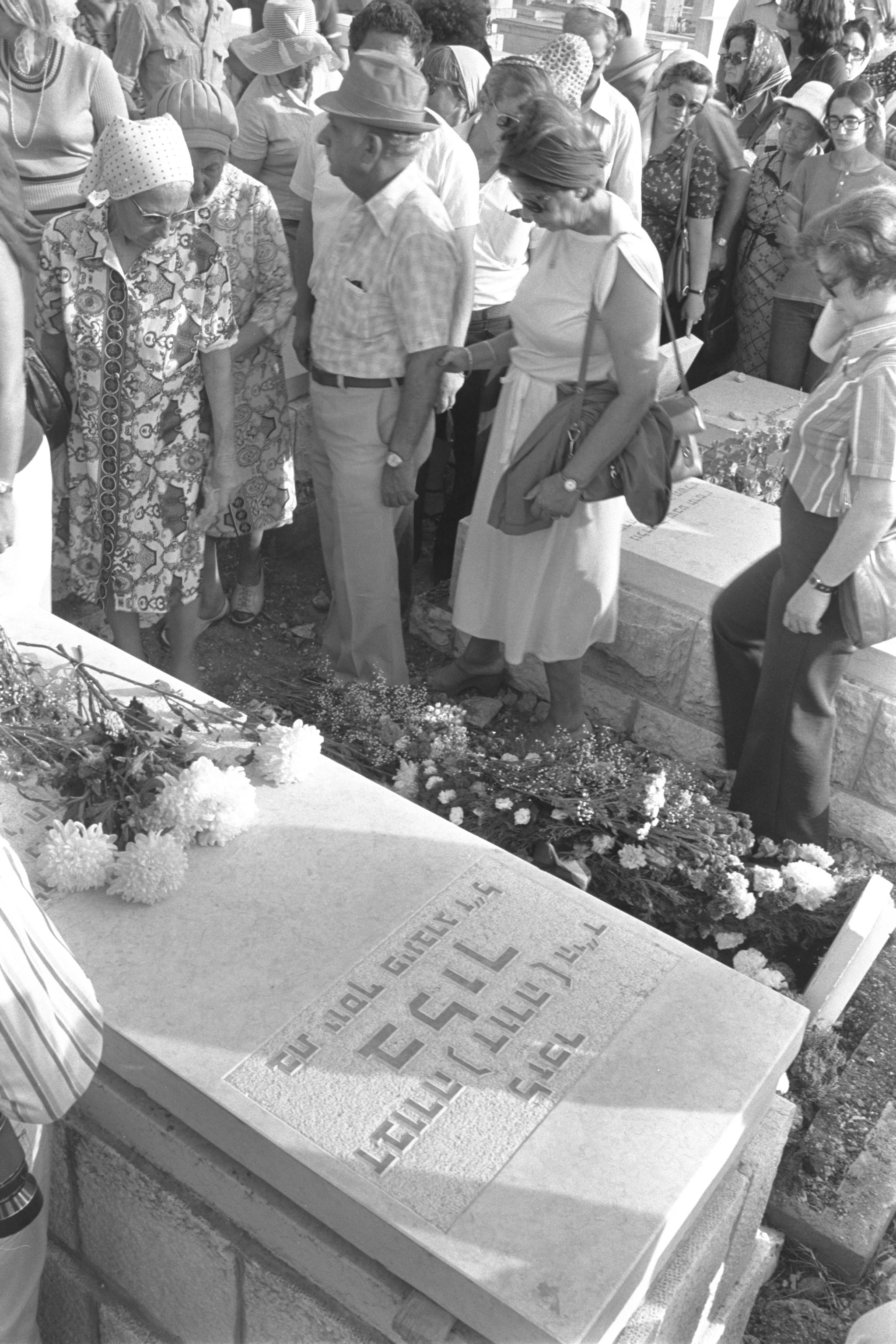
Funérailles de Dora Bloch en 1979, à Jérusalem.

Une des otages n'est plus présente dans l'aéroport lors du raid et ne peut donc être secourue. Il s'agit de Dora Bloch (en), née Feinberg, Anglo-Israélienne de 74 ans, soignée à l'hôpital de Kampala, où elle avait été admise à la suite d'un grave malaise. Elle est tuée au lendemain du raid par des soldats ougandais, sans qu'aucune nouvelle d'elle ne puisse filtrer hors de l'Ouganda avant la chute d'Idi Amin Dada. Devant le silence ougandais, la Grande-Bretagne rompt ses liens avec la nation d'Afrique de l'Est. En avril 1987, Henry Kyemba, alors ministre ougandais de la Santé, raconte à la commission ougandaise des droits de l'homme que Dora Bloch a été traînée de force hors de l'hôpital, malgré l'opposition du personnel médical, et assassinée par deux officiers de l'armée suivant les ordres d'Amin Dada,. Ses restes furent retrouvés en 1979 par des soldats tanzaniens dans une plantation de canne à sucre, à 30 kilomètres de Kampala, durant la guerre entre la Tanzanie et l'Ouganda qui précipita la chute du dictateur,. Dora Bloch est inhumée en 1979 au cimetière juif du Mont des Répits, à Jérusalem, aux cours de funérailles officielles.

### Bilan
Au total, le raid israélien a duré une trentaine de minutes, ; 105 passagers et les membres de l'équipage sont rapatriés en Israël le 4 juillet, « jour glorieux pour Israël et le peuple juif du monde entier ». Yitzhak Rabin, qui avait autorisé la mission, et Shimon Peres sont parmi ceux qui les accueillent sur le tarmac israélien.
Sept preneurs d'otages ont été tués, ainsi que trois otages juifs (Jean-Jacques Mimouni 19 ans, Pasco Cohen 52 ans, Ida Borochovitch 56 ans) et un officier israélien (Yonatan Netanyahou),,. Touché par une balle, le soldat israélien Sorin Hershko restera paralysé à vie.
Quant à l'armée ougandaise, elle a perdu apparemment vingt hommes, même si Amin Dada en évoque « une centaine » . De plus, plusieurs appareils de combat ougandais ont été mis hors de combat ; le ministre ougandais des Affaires étrangères parle de onze avions détruits, tandis que l'ambassadeur de France précise « trois ou quatre MiG-17 […] sérieusement endommagés, mais non détruits ». Les appareils cités sont quatre MiG-17 et apparemment sept MiG-21 (ce qui représentait un quart de l'aviation ougandaise), précédemment fournis à l'Ouganda par l'Union soviétique.
La mort des trois otages durant l'opération n'est pas non plus éclaircie : deux des trois (Mimouni, Cohen et Borochovitch) sont morts sans doute tués par les soldats israéliens (la mort de Mimouni est d'abord présentée à ses parents comme « une crise d'asthme », alors que son corps est criblé de balles), tandis que Borochovitch est apparemment tuée par un terroriste. L’armée israélienne ne reconnaît pas sa responsabilité dans ces morts.
A posteriori, les témoignages des rescapés semblent tous préciser que la pirate allemande Brigitte Kuhlmann les traitait violemment, au début physiquement puis verbalement avec des critiques antisémites, et était de fait surnommée « la Nazie », alors que son compagnon Wilfried Böse, arguant l’alibi progressiste, avait semblé commencer à douter de son acte après avoir échangé avec plusieurs otages puis les traitant avec aménité jusqu'à tenter de les protéger de la mitraille lors de l'opération de sauvetage,,.

## Réactions
En Israël, les réjouissances sont de mise face au succès du raid audacieux qualifié d'héroïque,. Le retour des otages est un grand triomphe qui redonne confiance et fierté aux Israéliens descendus dans la rue, « chantant, dansant et même soufflant du shofar en signe de célébration ».
En revanche, Idi Amin Dada est furieux. Il se présente, lui et son pays, comme victime d'Israël ; toujours en possession de l'Airbus d'Air France, il réclame une compensation au gouvernement français pour le lui rendre. Le 6 juillet 1976, l'Ouganda, soutenu par l'Organisation de l'unité africaine (OUA) , convoque une session du Conseil de sécurité de l'ONU, afin d'obtenir une condamnation du raid israélien pour violation de sa souveraineté nationale. Israël défend sa position en assurant que les terroristes étaient attendus par les Ougandais, et que cette connivence justifie à elle seule l'action militaire, initiative prise sans l'aide d'aucun autre pays. Le FPLP affirme que le raid a obtenu au contraire l'aide du Kenya et de l'Allemagne — ce que les archives diplomatiques confirment partiellement. L'Allemagne a en outre envoyé auprès d'Amin Dada le chef de sa brigade antiterroriste, créée après la prise d'otages de Munich de 1972 ; Israël a également sollicité l'aide du Royaume-Uni dont l'ambassadeur se trouve à l'aéroport durant le raid. Bien que les débats durent plusieurs jours, le Conseil de sécurité des Nations unies (qui avait déclaré un an auparavant que le sionisme était du racisme, dans une résolution parrainée par 25 pays dont l'Ouganda,) refuse de passer une résolution dans le sens désiré par l'OUA, estimant qu'Israël n'a pas agi dans le but de nuire à l'Ouganda, mais pour libérer ses ressortissants des mains des terroristes. À l'issue de cette décision, l'Airbus A300 est rendu à la France sans compensation apparente.
À l'adresse du conseil de sécurité, l'ambassadeur d'Israël auprès des Nations unies, Chaim Herzog déclare :

« Nous avons un message simple au Conseil : nous sommes fiers de ce que nous avons fait, parce que cela démontre au monde entier que pour un petit pays, Israël en la circonstance, avec lequel les membres du Conseil de sécurité sont maintenant tous familiers, la dignité, la vie humaine et la liberté constituent les valeurs les plus élevées. Nous sommes fiers, non seulement parce que nous avons sauvé la vie d'une centaine de personnes innocentes — hommes, femmes et enfants — mais aussi parce que la signification de notre acte signifie la liberté humaine. »

— Chaim Herzog, Heroes of Israel, p. 284.
La plupart des pays occidentaux saluent la prouesse militaire de l'État hébreu,. L'opération est qualifiée de « raid le plus audacieux des temps modernes »,. L'Iran transmet à Israël « toutes (ses) félicitations et (sa) plus grande estime », qualifiant les troupes israéliennes de « commandos courageux » et les terroristes de « cruels et inhumains », et présente ses condoléances pour « la mort en martyr » du commandant Yonathan Netanyahou.
En France, le président de la République est Valery Giscard d’Estaing, son Premier ministre Jacques Chirac et son ministre des Affaires étrangères, Jean Sauvagnargues. L’Élysée se réjouit de la libération des otages (dont une partie est française, retenus avec l'équipage français d’un avion français) mais ne nomme pas leur libérateur ni même le remercie ; le quai d'Orsay cite toutefois « Israël » en déplorant lui aussi son « viol de la souveraineté de l’Ouganda ». Le 4 juillet, le journal Libération affiche ce titre amalgamant : « Championnat du terrorisme, Israël en tête » avec un éditorial de Serge July.
Quant à Amin Dada, si la plupart des médias occidentaux le soupçonnent de complicité envers les terroristes (à tort, selon les archives diplomatiques), ses actions en faveur des deux vagues de libération des otages lui valent les remerciements de Valéry Giscard d'Estaing, président de la République française. Selon l’ambassadeur Pierre-Henri Renard, ce serait en effet le gouvernement français qui aurait pressé Amin Dada, proche des pays occidentaux, d'accepter de recevoir l'avion détourné pour éviter que les pirates de l'air ne cherchent refuge auprès d'un pays plus distant sur le plan diplomatique. Cependant, les preneurs d'otages ont bien été rejoints et secondés à Entebbe par d'autres terroristes complices déjà sur place,.
Après ce qu'il vit comme une humiliation, Amin Dada assassine 12 de ses propres soldats, « les accusant de collaborer avec Israël. » Puis, pour punir la collaboration du Kenya dans l'entreprise de sauvetage, il ordonne le massacre de 245 Kényans et 3 000 autres Kényans vivant en Ouganda fuient pour éviter le même sort,. Le 24 mai 1978, le ministre kényan de l'Agriculture, Bruce McKenzie (en), est tué lorsque, de retour d'une réunion avec Amin Dada, une bombe explose à bord de son avion. Certains affirment qu'Amin Dada a fait assassiner McKenzie pour lui faire payer son rôle dans le succès du raid deux ans auparavant. En effet, c'est McKenzie qui a convaincu le président Jomo Kenyatta d'aider les Israéliens en leur fournissant des renseignements et en leur laissant utiliser son pays comme base arrière,. 
Après l'opération d'Entebbe, les Palestiniens n'ont plus tenté de détournement d'avion, renonçant à cette tactique pour populariser le nationalisme palestinien. Ce n'est que bien des années plus tard, en 1989 seulement, que l'OLP renonce à « la lutte armée ».
Depuis, le raid sur Entebbe est enseigné dans les collèges militaires, y compris à l'académie royale de Sandhurst, « en tant qu'opération modèle des forces spéciales ». L'armée américaine a également développé des unités de sauvetage, sur le modèle de celle employée à Entebbe.
Dans ses mémoires, Shimon Peres écrit : « Étant donné la mince ligne entre le succès et l'échec, sachant que ce qui fonctionne dans une circonstance peut être désastreux dans une autre, qu'est-ce que de telles opérations ont à nous apprendre ? Ce n'est certainement pas qu'une action militaire audacieuse soit ou ne soit pas la meilleure solution ; c'est qu'oser réfléchir à ses options est toujours la meilleure solution ».
De nos jours, Entebbe et les sentiments que l'opération a suscités sont « devenus très lointains », sauf pour toutes les personnes impliquées.

## Commémoration
En 2015, une exposition de documents inédits et d'objets sur le raid d'Entebbe se tient au Centre Yitzhak Rabin à Ramat Aviv, près de l'Université de Tel Aviv.
Le quarantième anniversaire de l'opération Tonnerre est marqué par une cérémonie sur les lieux mêmes de l'opération, en présence du Premier ministre israélien Benyamin Netanyahou et du président ougandais Yoweri Museveni.

### Autres
Des décennies après le raid sur Entebbe, certains anciens otages ont pu rencontrer leurs sauveurs pour la première fois car jusque-là, leur identité n'avait pas été révélée en raison du secret de l'unité dans laquelle ils servaient.

## Controverses
Le rôle de Yonatan Netanyahou, devenu héros national en Israël, est controversé, qualifié parfois d'exagéré. Mort quelques instants après l'atterrissage de son avion à Entebbe, sa décision fatidique d'ouvrir le feu sur-le-champ est discrètement commentée - ou ignorée.
En 2020, le Committee for Accuracy in Middle East Reporting and Analysis (CAMERA), organisation pro-israélienne de surveillance des médias dénonce le BBC World Service pour avoir diffusé un programme sur le sauvetage des otages d'Entebbe de 1976, en considérant ses déclarations biaisées ou inexactes : l'épisode, intitulé My Part in a Historic Hostage Rescue, centré sur le rôle de l'officier Rami Sherman, membre de l'escadron israélien ayant libéré les otages d'Entebbe, montre l'animatrice Emily Webb demandant à Sherman s'il avait eu des « réserves » à « violer le territoire ougandais en participant » à cette opération qu'elle qualifie de « controversée », tout en désignant les terroristes comme étant des « pirates de l'air » engagés dans une « guérilla ». Aussi, comme le mot « terroristes », le nom de l'organisation, FPLP, n'est jamais cité.

## Films
L'événement a été le sujet de plusieurs films.
- Victoire à Entebbé (1976), téléfilm américain de Marvin J. Chomsky  avec Kirk Douglas, Anthony Hopkins, Burt Lancaster, Elizabeth Taylor et Richard Dreyfuss.
- Raid sur Entebbe (1976), téléfilm américain d'Irvin Kershner, avec Peter Finch, Horst Buchholz, Charles Bronson, Yaphet Kotto.
- Mission Yonathan (titre anglais : Operation Thunderbolt) (1977) : avec Yehoram Gaon, Klaus Kinski, Sybil Danning (le projet fut tourné en double version, l'un intégralement en anglais et l'autre en plusieurs langues ; l'hébreu, l'allemand, le français, l'anglais…).
- Cojot : Entebbe's Inside Man, documentaire de Boaz Dvir (2017)
- Otages à Entebbe (titre anglais : 7 days in Entebbe) (2018)[45],[46].

Il en est question dans Le Dernier Roi d'Écosse de Kevin Macdonald, qui présente le héros fuyant à l'occasion de la libération d'une partie des otages.
L'opération est aussi mentionnée dans la mini-série Carlos du français Olivier Assayas, en 2010
Le raid d'Entebbe est également raconté dans un épisode de Situation de Crise, une émission de National Geographic Channel.
La BBC Radio 4 diffuse One Day In Entebbe présenté par Jonathan Freedland.

### Sources et bibliographie
- Yeshayahu Ben Porat, Eitan Haber et Zeev Schiff (trad. de l'anglais), Entebbe, Paris, Hachette, 1976, 416 p. (ISBN 2-01-003914-9, présentation en ligne).
- William Stevenson et Uri Dan (trad. de l'anglais), 90 minutes à Entebbe : Tonnerre israélien sur l'Ouganda, Montréal/Paris, Alain Stanké, 1976, 280 p., 15 cm × 23 cm, broché (ISBN 0-88566-042-0, présentation en ligne).
- Tony Williamson (trad. de l'anglais), Entebbé : les secrets du raid israélien, Paris, Plon, 1976, 187 p. (ISBN 2-259-00178-5), traduit et adapté par Gérard de Villiers, raconte cette histoire à travers les yeux d'un terroriste, de plusieurs otages et de l'état-major israélien.
- Claude Moufflet, Otages à Kampala, Paris, Presses de la Cité, 1976, 185 p. (ISBN 2-258-00149-8), récit d'un otage français libéré dans le dernier groupe quelques jours avant l'assaut (les témoignages des derniers Français non juifs qui furent libérés par l'armée israélienne sont également présents).
- (he) Yitzhak David, חזרתי גם מאנטבה [« Je suis également revenu d'Entebbe »], Zohar Publishing House,‎ 1978 : Yitzhak David, blessé lors de l'opération de sauvetage, était l'adjoint au maire de Kiryat-Bialik et un survivant d'Auschwitz.
- « L'opération d'Entebbe », Avions & pilotes : l'aviation racontée par les pilotes d'aujourd'hui, no 8, octobre 1989.
- (en) William H. McRaven, The Theory of Special Operations (mémoire de Master), Monterey, Californie, Naval Postgraduate School, 1993, 604 p. (lire en ligne [PDF]), chap. IX (« Operation Jonathan: The Israeli raid on Entebbe, Uganda – 4 July 1976 »)
- « Aventures dans le ciel : coup d'éclat à Entebbe », Aviasport, no 557, avril 2001.
- Laurent André, Pascal Pelletier; Entebbe - Opération Yonathan, A&H éditions, 2022